# Олександрівський повіт (Катеринославська губернія)
Олександрівський повіт — адміністративно-територіальне утворення Катеринославської губернії з 1805 по 1923 рік. Займав південну і центральну частину губернії. Центр повіту — місто Олександрівськ (сучасне Запоріжжя).

## Підпорядкування
- Утворено 1805 у складі Катеринославської губернії з частини Маріупольського повіту, що ввійшов до Катеринославської губернії і частини Павлоградського повіту;
- У березні-квітні 1918 року увійшов до складу Січової і Озівської земель УНР;
- 1920 року повіт ввійшов до складу новоствореної Олександрівської губернії, що була перейменована 1921 року у Запорізьку губернію. Територія повіту була зменшена за рахунок виділення Гуляйпільського повіту;
- 1922 року приєднано до Катеринославської губернії у його колишній території;
- 1923 остаточно ліквідовано у зв'язку з утворенням округ у губерніях.

## Склад повіту (волості)
- Андріївська
- Білогірська
- Білоцерківська
- Васинівська
- Великомихайлівська
- Вознесенська
- Воскресенська
- Гаврилівська
- Григорівська
- Гуляйпільська
- Жеребцівська
- Заливнянська
- Катеринівська
- Кінсько-Роздорівська
- Крута
- Маломихайлівська
- Михайлівська
- Наталівська
- Олександрівська
- Орестопільська
- Павлівська
- Петрівська Свистунова
- Петрівська Строганова
- Покровська
- Сігорська
- Темирівська
- Туркенівська
- Фрідентальська
- Царекостянтинівська
- Шенфельдська
- та місто Олександрівськ із передмістями Карантинка та Слобідка, цегельним заводом, селищами Канкринівка та Олександрівка.